# Renault R202
Der Renault R202 war ein Formel-1-Rennwagen des Renault-Teams. Zwei Wagen dieses Typs nahmen an allen 17 Rennen der Formel-1-Weltmeisterschaft 2002 teil.

## Hintergrund
Bereits im Jahr 2000 wurde das Rennteam von Benetton an Renault verkauft. Bis 2001 war Renault Motorenlieferant von Benetton und im Jahr 2002 wurde das Team umbenannt. Benetton war seit 1986 in der Formel 1 und wurde aus dem Toleman-Team gegründet, das seit 1981 in der Formel 1 war. An der Aufgabenverteilung änderte der Verkauf nichts. Die Motoren wurden weiterhin im französischen Viry-Châtillon entwickelt und gewartet und die Chassis-Abteilung war weiterhin im englischen Enstone.

## Technik
Mit dem Typ R202 hatte Renault einen Rennwagen, der im Mittelfeld fuhr. Der Zehnzylinder-V-Motor mit einem Zylinderbankwinkel von 111 Grad hatte ein Aluminiumgehäuse und einen Hubraum von 2992,9 cm³. Mit einer Leistung von 588 kW (800 PS) und einer maximalen Drehzahl von 17.000/min kritisierten ihn die Fahrer als zu schwach. Die Einspritzanlage lieferte Magneti Marelli. Der Motor war 620 mm lang, 540 mm breit, 380 mm hoch und wog 95 kg. Das von Renault/X-Trac hergestellte sequentielle Sechsganggetriebe war längs eingebaut und wurde halbautomatisch elektrohydraulisch geschaltet.
Das Monocoque-Fahrgestell war eine Sandwichkonstruktion mit Deckschichten aus kohlenstofffaserverstärktem Kunststoff. Der Radstand betrug 3100 mm, die Spurweite 1400 mm, das Tankvolumen 145 l. Das Auto wog insgesamt 473 kg. Die Radaufhängung hatte Torsionsstabfedern vorne und hinten. Die innenliegenden Dämpfer (vorn drei, hinten zwei) wurden über Schubstangen („pushrod“) und Kipphebel betätigt. Es wurden insgesamt sieben Chassis gebaut. Technischer Direktor war Mike Gascoyne.

## Fahrer
Für die Saison 2002 wurden mit Jarno Trulli und Jenson Button zwei erfahrene Piloten eingestellt. Zudem kam der junge Fernando Alonso als Testfahrer ins Team.

## Saison 2002
Das Qualifikationsduell ging klar an Jarno Trulli mit 12 : 5. Bei 17 Doppeleinsätzen kam Renault 20-mal ins Klassement. Dagegen stehen 14 Ausfälle, neun wegen technischen Defekten und fünf wegen Unfällen und Drehern. Bei möglichen 2180 Rennrunden fuhren die Renault 1696, was sie in der Zuverlässigkeitsstatistik auf den fünften Rang brachte. Mit 23 Weltmeisterschaftspunkten belegte Renault am Ende der Saison den vierten Rang. Jenson Button belegte in der Weltmeisterschaft der Fahrer den siebten Rang mit 14 Punkten und Jarno Trulli wurde mit neun Punkten achter.

## Lackierung
Die Autos wurden im Blau und Weiß des Zigarettensponsors, im Gelb von Renault und einer französischen Mineralölfirma lackiert. Dazu kamen die Startnummern 14 (Jarno Trulli) und die 15 (Jenson Button) in Weiß.